# Maria van der Sluys
Maria Evers-van der Sluys (getauft am 25. Januar 1730 in Amsterdam; gestorben am 6. Februar 1809 ebenda) war eine niederländische Schauspielerin und Tänzerin.

## Leben
Maria van der Sluys wurde am 25. Januar 1730 in Amsterdam getauft. Sie war die Tochter des Tanzmeisters Jan van der Sluys (1700–1764) und der Schauspielerin Hendrina Duim (ca. 1707–1730). Sie war die jüngste der drei Kinder des Paares und hatte eine ältere Schwester Alida (1726) und den Bruder Lambertus (1727). Ihre Mutter war kurz nach ihrer Geburt gestorben. Weniger als zwei Monate später heiratete ihr Vater erneut Maria Voster, die zwischen 1731 und 1740 sieben Kinder zur Welt brachte, von denen fünf früh starben. Maria hatte einen Halbbruder und eine Halbschwester. Die Ehe ihres Vaters und ihrer Stiefmutter muss spätestens um 1740, möglicherweise auch bedingt durch ihren Alkoholmissbrauch, in Geschrei und Gewalt ausgeartet sein. Marias Vater wurde als „von Natur aus böse“ bezeichnet und des Inzests mit Maria beschuldigt. Sie wollten die Scheidung, jedoch warf 1742 Van der Sluys seine zweite Frau wegen Ehebruchs mit Charles de Fesch, dem Musiklehrer der Kinder, aus dem Haus. Etwas später in dem Jahr wurde Van der Slys wegen Beteiligung an einem Mord verhaftet, der in engem Zusammenhang mit der Scheidungssache stand. Maria, Alida und Lambertus wurden unter die Vormundschaft ihres Onkels Riewert Schmidt, dem Ehemann der Schwester ihrer Mutter Maria Duim gestellt. Ihr Vater wurde auf ewig aus Amsterdam verbannt. Er ging nach Rotterdam und baute dort eine neue Karriere als privater Tanzmeister auf. Seine Kinder Maria, Alida und Lambertus blieben vermutlich bei den Schmidts in Amsterdam.
Maria van der Sluys debütierte 1749 an der Stadsschouwburg Amsterdam. Das Tanzen hatte sie von ihrem Vater und die Schauspielerei von ihrer Tante Maria Duim gelernt. Sie begann mit einem Honorar von zwei Gulden pro Vorstellung. 1755 heiratete sie den Schauspieler Niclaas Evers (1735–1779), der ebenfalls mit dem Amsterdamer Theater verbunden war. Die Ehe blieb kinderlos. Acht Jahre später, 1763, erhielten sie jeweils einen Fünfjahresvertrag für 5,25 Gulden pro Vorstellung. Ihr Vater starb 1764 in Rotterdam. Dort hatte er sich ein neues Leben aufgebaut. Es werden beispielsweise mehrere Goldringe mit Diamanten in seinem Testament erwähnt. Die Verfügungen des Testamentes lassen zudem erkennen, dass ihre Schwester Alida und ihr Bruder Lambertus inzwischen in London lebten. Es ist nicht bekannt, warum Maria van der Sluys, wie im Testament ihres Vaters vorgesehen, nur den Nießbrauch an ihrem Erbe zu Lebzeiten ihres Mannes erhielt. Für ihren Bruder und ihre Schwester gab es solche Einschränkungen nicht.
Nach dem Brand des Amsterdamer Theaters 1772 schlossen sich Maria van der Sluys und ihr Mann dem Schauspieler Jan Punt an, der in Rotterdam ein neues Theater leitete. Dort blieben sie mehrere Jahre. Nicolaas Evers starb in Rotterdam im Alter von 44 Jahren und wurde am 24. Juni 1779 beigesetzt.
Es ist nicht bekannt, wann Maria van der Sluys nach Amsterdam zurückkehrte, aber nach 1779 gab es dort keine Bühnenaufführungen mehr. Sie starb dort im Alten- und Frauenkrankenhaus und wurde am 10. März 1809 auf dem Sint Antonieskerkhof beigesetzt.